# Дальневосточный федеральный округ
Дальневосто́чный федера́льный о́круг (ДФО) — федеральный округ Российской Федерации, занимающий территорию Дальнего Востока России и Восточной Сибири. Образован Указом Президента Российской Федерации от 13 мая 2000 года. В состав округа входят 11 субъектов РФ.
Площадь округа составляет 6 952 555 км² (чуть меньше Австралии или как две Индии), что составляет 40,6 % площади всей страны (крупнейший по размерам территории федеральный округ). Население составляет 7 860 278 чел. по данным на 1 января 2025 года.
В ДФО большинство субъектов (кроме Республики Бурятия, Забайкальского края, Амурской области и Еврейской автономной области) имеют выход к морю. Федеральный округ по суше граничит с Монголией, Китаем и Северной Кореей, а по морю — с Японией и США.
В ДФО представлены единственные в России автономная область (Еврейская) и автономный округ (Чукотский), вышедшие из состава, соответственно, Хабаровского края и Магаданской области. Один из двух федеральных округов, в котором нет ни одного города-миллионера.
Центр федерального округа — город Владивосток (с 13 декабря 2018 года, также центр Приморского края). До этого, с момента образования федерального округа центром был город Хабаровск.

## История
Федеральный округ был образован указом президента России Владимира Путина от 13 мая 2000 года № 849 в составе 10 субъектов РФ — Республики Саха (Якутия), Приморского и Хабаровского краёв, Амурской, Камчатской, Магаданской и Сахалинской областей, Еврейской автономной области, Корякского и Чукотского автономных округов, центром округа являлся город Хабаровск.
1 июля 2007 года Камчатская область и входивший в её состав Корякский автономный округ объединились в Камчатский край; указом от 10 мая 2015 года в перечень округов были внесены соответствующие коррективы.
Указом Президента России № 632 от 3 ноября 2018 года в состав федерального округа включены Республика Бурятия и Забайкальский край, ранее входившие в Сибирский федеральный округ.
13 декабря 2018 года указом президента Владимира Путина центр ДФО был перенесён из Хабаровска во Владивосток.

## Состав округа
| Дальневосточный федеральный округ | Дальневосточный федеральный округ | Дальневосточный федеральный округ                                       | Дальневосточный федеральный округ | Дальневосточный федеральный округ: физико-географическая карта | Дальневосточный федеральный округ: физико-географическая карта | Дальневосточный федеральный округ: физико-географическая карта | Дальневосточный федеральный округ: физико-географическая карта |
| №                                 | Флаг                              | Субъект Федерации                                                       | Админ. центр                      | Площадь (км²)                                                  | Население (чел.)                                               | ВРП (млрд. руб.) 2016                                          | ВРП на душу населения (тыс.руб./чел.) 2016                     |
| --------------------------------- | --------------------------------- | ----------------------------------------------------------------------- | --------------------------------- | -------------------------------------------------------------- | -------------------------------------------------------------- | -------------------------------------------------------------- | -------------------------------------------------------------- |
| 1                                 |                                   | Амурская область (с 13 мая 2000)                                        | Благовещенск                      | 361 908                                                        | ↗753 046                                                       | 287,6                                                          | 357,8                                                          |
| 2                                 |                                   | Республика Бурятия (с 3 ноября 2018)                                    | Улан-Удэ                          | 351 334                                                        | ↘971 139                                                       | 199,2                                                          | 202,6                                                          |
| 3                                 |                                   | Еврейская автономная область (с 13 мая 2000)                            | Биробиджан                        | 36 271                                                         | ↘144 428                                                       | 46,9                                                           | 283,8                                                          |
| 4                                 |                                   | Забайкальский край (с 3 ноября 2018)                                    | Чита                              | 431 892                                                        | ↘983 838                                                       | 262,8                                                          | 243,1                                                          |
| 5                                 |                                   | Камчатский край (с 1 июля 2007, до этого входил как Камчатская область) | Петропавловск-Камчатский          | 464 275                                                        | ↘288 200                                                       | 198,1                                                          | 628,1                                                          |
| 6                                 |                                   | Магаданская область (с 13 мая 2000)                                     | Магадан                           | 462 464                                                        | ↗134 544                                                       | 146,9                                                          | 1 006,6                                                        |
| 7                                 |                                   | Приморский край (с 13 мая 2000)                                         | Владивосток                       | 164 673                                                        | ↘1 799 659                                                     | 736,9                                                          | 382,6                                                          |
| 8                                 |                                   | Республика Саха (Якутия) (с 13 мая 2000)                                | Якутск                            | 3 083 523                                                      | ↗1 006 561                                                     | 868,6                                                          | 903,6                                                          |
| 9                                 |                                   | Сахалинская область (с 13 мая 2000)                                     | Южно-Сахалинск                    | 87 101                                                         | ↗457 597                                                       | 767,8                                                          | 1 575,6                                                        |
| 10                                |                                   | Хабаровский край (с 13 мая 2000)                                        | Хабаровск                         | 787 633                                                        | ↘1 273 488                                                     | 637,7                                                          | 478,0                                                          |
| 11                                |                                   | Чукотский автономный округ (с 13 мая 2000)                              | Анадырь                           | 721 481                                                        | ↘47 778                                                        | 66,1                                                           | 1 323,2                                                        |

Территория Дальневосточного федерального округа совпадает с территорией Дальневосточного экономического района. Единственные федеральный округ и экономический район, у которых совпадают, как состав, так и наименование.

## Население
Численность населения округа по данным Росстата составляет 7 860 278 чел. (2025). Плотность населения — 1,13 чел./км2 (2025). Городское население — 
74,64 % (2022).
Согласно данным всероссийской переписи населения 2002 года в Дальневосточном федеральном округе (не включавшем на тот момент Бурятию и будущий Забайкальский край) на 9 октября 2002 г. проживало 6 млн. 692 тыс. 865 чел., что составляло 4,61 % населения Российской Федерации. Согласно данным всероссийской переписи населения 2010 года в округе проживало 6 млн. 293 тыс. 126 чел. Таким образом, за 8 лет население ДФО сократилось на 400 тыс. человек. В настоящее время процесс депопуляции замедлился, но не остановился. Основной причиной демографических потерь является миграционный отток населения
Численность населения ДФО на 1 января 2012 года оценивалась в 6,27 млн человек; это на 0,3 % меньше, чем в 2011 году. В настоящее время в округе происходит естественный прирост населения, то есть рождаемость превышает смертность. В январе-октябре 2012 года коэффициент рождаемости в ДФО составил 13,9 на 1000 человек населения, смертности — 13,1, коэффициент естественного прироста — 0,8. При этом рождаемость в ДФО выше, чем в среднем по стране, а смертность — ниже. По сравнению с предыдущим годом наблюдается рост рождаемости, падение смертности и рост коэффициента естественного прироста. Средняя ожидаемая продолжительность жизни населения округа в 2009 году составила 66 лет, в том числе среди мужчин — 60 лет, среди женщин — 72 года, городского населения — 67 лет, сельского населения — 64 года. Продолжительность жизни населения округа в последние годы постоянно растёт, за 2004—2009 годы она выросла на 3,6 года. По итогам 2018 года на Дальнем Востоке средняя продолжительность жизни мужчин составила 63,28 года, женщин — 74,41 года, что на 2 года ниже, чем в среднем по России.
| 1650       | 1680       | 1850       | 1860       | 1863       | 1869       | 1881       | 1892       | 1897       | 1900       |
| ---------- | ---------- | ---------- | ---------- | ---------- | ---------- | ---------- | ---------- | ---------- | ---------- |
| 38 100     | ↘17 600    | ↘15 600    | ↗70 000    | ↘49 000    | ↗67 900    | ↗117 000   | ↗191 400   | ↗331 400   | ↗430 000   |
| 1905       | 1910       | 1912       | 1913       | 1914       | 1916       | 1920       | 1925       | 1926       | 1931       |
| ↗510 000   | ↗875 000   | ↘837 700   | ↗1 226 500 | ↘857 000   | ↗909 200   | ↗1 619 445 | ↗1 666 600 | ↗1 881 351 | ↘1 868 800 |
| 1933       | 1937       | 1939       | 1940       | 1941       | 1950       | 1951       | 1956       | 1959       | 1961       |
| ↗2 187 600 | ↗2 841 806 | ↘2 779 732 | ↗3 155 000 | ↘2 908 100 | ↗3 378 000 | ↗3 645 000 | ↗4 320 000 | ↗4 834 146 | ↗4 901 000 |
| 1962       | 1965       | 1966       | 1968       | 1970       | 1971       | 1972       | 1973       | 1979       | 1981       |
| ↗5 043 000 | ↗5 427 100 | ↗5 538 000 | ↗5 709 000 | ↗5 780 509 | ↗5 867 000 | ↗6 040 000 | ↗6 168 000 | ↗6 819 057 | ↗7 026 000 |
| 1986       | 1987       | 1989       | 1990       | 1991       | 1992       | 1993       | 1994       | 1995       | 1996       |
| ↗7 651 000 | ↗7 772 000 | ↗7 950 000 | ↗8 044 797 | ↗8 063 568 | ↘8 011 717 | ↘7 851 010 | ↘7 714 475 | ↘7 518 302 | ↘7 360 419 |
| 1997       | 1998       | 1999       | 2000       | 2001       | 2002       | 2003       | 2004       | 2005       | 2006       |
| ↘7 248 027 | ↘7 136 805 | ↘7 027 462 | ↘6 913 279 | ↘6 832 034 | ↘6 692 865 | ↘6 679 743 | ↘6 634 143 | ↘6 592 959 | ↘6 546 926 |
| 2007       | 2008       | 2009       | 2010       | 2011       | 2012       | 2013       | 2014       | 2015       | 2016       |
| ↘6 508 942 | ↘6 486 419 | ↘6 460 094 | ↘6 293 129 | ↘6 284 932 | ↘6 265 833 | ↘6 251 496 | ↘6 226 640 | ↘6 211 021 | ↘6 194 969 |
| 2017       | 2018       | 2019       | 2020       | 2021       | 2022       | 2023       | 2024       | 2025       |            |
| ↘6 182 679 | ↘6 165 284 | ↗8 188 623 | ↘8 169 203 | ↘7 975 762 | ↘7 966 575 | ↘7 903 864 | ↘7 866 344 | ↘7 860 278 |            |

| Рождаемость (число родившихся на 1000 человек населения) | Рождаемость (число родившихся на 1000 человек населения) | Рождаемость (число родившихся на 1000 человек населения) | Рождаемость (число родившихся на 1000 человек населения) | Рождаемость (число родившихся на 1000 человек населения) | Рождаемость (число родившихся на 1000 человек населения) | Рождаемость (число родившихся на 1000 человек населения) | Рождаемость (число родившихся на 1000 человек населения) | Рождаемость (число родившихся на 1000 человек населения) |
| 1970                                                     | 1975                                                     | 1980                                                     | 1985                                                     | 1990                                                     | 1995                                                     | 1996                                                     | 1997                                                     | 1998                                                     |
| -------------------------------------------------------- | -------------------------------------------------------- | -------------------------------------------------------- | -------------------------------------------------------- | -------------------------------------------------------- | -------------------------------------------------------- | -------------------------------------------------------- | -------------------------------------------------------- | -------------------------------------------------------- |
| 17,8                                                     | ↗18,9                                                    | ↘18,5                                                    | ↘18,4                                                    | ↘15,5                                                    | ↘10,2                                                    | ↘9,7                                                     | ↘9,3                                                     | ↗9,5                                                     |
| 1999                                                     | 2000                                                     | 2001                                                     | 2002                                                     | 2003                                                     | 2004                                                     | 2005                                                     | 2006                                                     | 2007                                                     |
| ↘9                                                       | ↗9,3                                                     | ↗9,9                                                     | ↗10,6                                                    | ↗11,6                                                    | ↗11,9                                                    | ↘11,5                                                    | →11,5                                                    | ↗12,3                                                    |
| 2008                                                     | 2009                                                     | 2010                                                     | 2011                                                     | 2012                                                     | 2013                                                     | 2014                                                     | 2015                                                     | 2016                                                     |
| ↗12,6                                                    | ↗13                                                      | ↗13,2                                                    | →13,2                                                    | ↗13,9                                                    | →13,9                                                    | ↗14,1                                                    | ↘13,9                                                    | ↘13,4                                                    |

| Смертность (число умерших на 1000 человек населения) | Смертность (число умерших на 1000 человек населения) | Смертность (число умерших на 1000 человек населения) | Смертность (число умерших на 1000 человек населения) | Смертность (число умерших на 1000 человек населения) | Смертность (число умерших на 1000 человек населения) | Смертность (число умерших на 1000 человек населения) | Смертность (число умерших на 1000 человек населения) | Смертность (число умерших на 1000 человек населения) |
| 1970                                                 | 1975                                                 | 1980                                                 | 1985                                                 | 1990                                                 | 1995                                                 | 1996                                                 | 1997                                                 | 1998                                                 |
| ---------------------------------------------------- | ---------------------------------------------------- | ---------------------------------------------------- | ---------------------------------------------------- | ---------------------------------------------------- | ---------------------------------------------------- | ---------------------------------------------------- | ---------------------------------------------------- | ---------------------------------------------------- |
| 7,2                                                  | ↗7,9                                                 | ↗8,8                                                 | ↘8,4                                                 | ↘8,2                                                 | ↗12,6                                                | ↘12,1                                                | ↘11,4                                                | ↘11,1                                                |
| 1999                                                 | 2000                                                 | 2001                                                 | 2002                                                 | 2003                                                 | 2004                                                 | 2005                                                 | 2006                                                 | 2007                                                 |
| ↗12,1                                                | ↗12,7                                                | ↗13,2                                                | ↗13,7                                                | ↗14,9                                                | ↗15                                                  | ↗15,3                                                | ↘14                                                  | ↘13,5                                                |
| 2008                                                 | 2009                                                 | 2010                                                 | 2011                                                 | 2012                                                 | 2013                                                 | 2014                                                 | 2015                                                 | 2016                                                 |
| ↗13,6                                                | ↘13,3                                                | ↗13,8                                                | ↘13,4                                                | ↘13                                                  | ↘12,6                                                | →12,6                                                | →12,6                                                | ↘12,5                                                |

| Естественный прирост населения (на 1000 человек населения, знак (-) означает естественную убыль населения) | Естественный прирост населения (на 1000 человек населения, знак (-) означает естественную убыль населения) | Естественный прирост населения (на 1000 человек населения, знак (-) означает естественную убыль населения) | Естественный прирост населения (на 1000 человек населения, знак (-) означает естественную убыль населения) | Естественный прирост населения (на 1000 человек населения, знак (-) означает естественную убыль населения) | Естественный прирост населения (на 1000 человек населения, знак (-) означает естественную убыль населения) | Естественный прирост населения (на 1000 человек населения, знак (-) означает естественную убыль населения) | Естественный прирост населения (на 1000 человек населения, знак (-) означает естественную убыль населения) | Естественный прирост населения (на 1000 человек населения, знак (-) означает естественную убыль населения) |
| 1970 | 1975 | 1980 | 1985 | 1990 | 1995 | 1996 | 1997 | 1998 |
| --- | --- | --- | --- | --- | --- | --- | --- | --- |
| 10,6 | ↗11 | ↘9,7 | ↗10 | ↘7,3 | ↘−2,4 | →−2,4 | ↗−2,1 | ↗−1,6 |
| 1999 | 2000 | 2001 | 2002 | 2003 | 2004 | 2005 | 2006 | 2007 |
| ↘−3,1 | ↘−3,4 | ↗−3,3 | ↗−3,1 | ↘−3,3 | ↗−3,1 | ↘−3,8 | ↗−2,5 | ↗−1,2 |
| 2008 | 2009 | 2010 | 2011 | 2012 | 2013 | 2014 | 2015 | 2016 |
| ↗−1 | ↗−0,3 | ↘−0,6 | ↗−0,2 | ↗0,9 | ↗1,3 | ↗1,5 | ↘1,3 | ↘0,9 |

| Ожидаемая продолжительность жизни при рождении (число лет) | Ожидаемая продолжительность жизни при рождении (число лет) | Ожидаемая продолжительность жизни при рождении (число лет) | Ожидаемая продолжительность жизни при рождении (число лет) | Ожидаемая продолжительность жизни при рождении (число лет) | Ожидаемая продолжительность жизни при рождении (число лет) | Ожидаемая продолжительность жизни при рождении (число лет) | Ожидаемая продолжительность жизни при рождении (число лет) | Ожидаемая продолжительность жизни при рождении (число лет) |
| 1990                                                       | 1991                                                       | 1992                                                       | 1993                                                       | 1994                                                       | 1995                                                       | 1996                                                       | 1997                                                       | 1998                                                       |
| ---------------------------------------------------------- | ---------------------------------------------------------- | ---------------------------------------------------------- | ---------------------------------------------------------- | ---------------------------------------------------------- | ---------------------------------------------------------- | ---------------------------------------------------------- | ---------------------------------------------------------- | ---------------------------------------------------------- |
| 67,2                                                       | ↘66,9                                                      | ↘65,3                                                      | ↘62,5                                                      | ↘61,7                                                      | ↗61,8                                                      | ↗62,9                                                      | ↗64,2                                                      | ↗64,6                                                      |
| 1999                                                       | 2000                                                       | 2001                                                       | 2002                                                       | 2003                                                       | 2004                                                       | 2005                                                       | 2006                                                       | 2007                                                       |
| ↘63,8                                                      | ↘63,2                                                      | ↘62,8                                                      | ↘62,6                                                      | ↘62,3                                                      | ↗62,4                                                      | ↘62,2                                                      | ↗63,9                                                      | ↗64,9                                                      |
| 2008                                                       | 2009                                                       | 2010                                                       | 2011                                                       | 2012                                                       | 2013                                                       |                                                            |                                                            |                                                            |
| ↗65                                                        | ↗65,9                                                      | ↘65,8                                                      | ↗66,4                                                      | ↗67                                                        | ↗67,8                                                      |                                                            |                                                            |                                                            |

### Миграция
До начала 1990-х годов постоянный прирост населения округа на 30-40 % формировался за счёт положительного сальдо миграции как с другими территориями РСФСР, так и с другими республиками и даже иностранными государствами. В связи с экономическим кризисом, разразившимся после распада СССР, население округа начало сокращаться как за счёт отрицательного естественного прироста (за исключением Якутии), так и за счёт нарастания так называемого «западного миграционного дрейфа». Около половины оттока приходится на так называемых возвратных мигрантов, то есть тех, кто не является уроженцами региона. В возвратных миграциях наиболее активно участвуют представители малых неавтохонных народов: украинцы, белорусы, латыши, литовцы, армяне, казахи, татары и мордва.
Внутридальневосточные миграции с начала 90-х годов также претерпели ряд изменений и в настоящее время характеризуются постепенным «дрейфом» населения с севера на юг. Наибольшей притягательной силой по величине положительного сальдо обладает Хабаровский край, а по количеству положительных миграционных связей его опережает соседняя ЕАО, стягивающие население со всех без исключения дальневосточных территорий, включая и сам Хабаровский край. Несколько менее привлекателен в миграционном плане Приморский край, активно пополняющий своё население за счёт Сахалинской области (на более чем 60 %) и всех других регионов, но теряющий его в обмене с Хабаровским краем и ЕАО. Сахалинская область имеет незначительное положительное сальдо обмена лишь с тремя регионами Крайнего Севера. Несколько аномальным на первый взгляд выглядит положительный миграционный прирост Камчатского края за счёт Сахалинской области, но он объясняется тем что население северных Курил имеет более прочные транспортные связи с Камчаткой нежели с Сахалином, которому они административно подчинены. Амурская область имеет существенный положительный баланс только с Якутией. Камчатский край пополняет своё население в основном за счёт ЧАО, равно как и Магаданская область, которую также подпитывает активный выезд населения из Якутии. В конечном итоге, Республика Саха является единственным регионом, который отдаёт население всем без исключения регионам ДВ и РФ, несмотря на наилучший в округе валовой региональный доход.

### Национальный состав
2010 год
Национальный состав по данным переписи 2010 года:
1. Русские — 4 964 107 (78,88 %)
2. Якуты — 469 897 (7,47 %)
3. Украинцы — 154 954 (2,46 %)
4. Корейцы — 56 973 (0,91 %)
5. Татары — 40 003 (0,64 %)
6. Эвенки — 27 030 (0,43 %)
7. Белорусы — 24 502 (0,39 %)
8. Эвены (ламуты) — 22 172 (0,35 %)
9. Узбеки — 19 561 (0,31 %)
10. Армяне — 19 157 (0,30 %)
11. Азербайджанцы — 16 150 (0,26 %)
12. Чукчи — 15 396 (0,24 %)
13. Нанайцы — 11 784 (0,19 %)
14. Буряты — 10 942 (0,17 %)
15. Киргизы — 9562 (0,15 %)
16. Китайцы — 8788 (0,14 %)
17. Мордва — 8618 (0,14 %)
18. Немцы — 8141 (0,13 %)
19. Таджики — 7891 (0,13 %)
20. Коряки — 7723 (0,12 %)
21. Чуваши — 7402 (0,12 %)
22. Башкиры — 6784 (0,11 %)
23. Молдаване — 6683 (0,11 %)
24. Казахи — 4687 (0,07 %)
25. Евреи — 4626 (0,07 %)
26. Нивхи — 4544 (0,07 %)
27. Ительмены — 3092 (0,05 %)
28. Марийцы — 2771 (0,04 %)
29. Ульчи — 2700 (0,04 %)
30. Лица, не указавшие национальность — 295 359 (4,69 %)

Всего — 6 293 129 чел.
2002 год
- Русские — 5 470 759 чел. (81,74 %)
- Якуты — 435 610 (6,51 %)
- Украинцы — 283 000 (4,23 %)
- Корейцы — 61 946 (0,93 %)
- Татары — 55 361 (0,83 %)
- Белорусы — 45 342 (0,68 %)
- Эвенки — 24 761 (0,37 %)
- Эвены — 18 737 (0,28 %)
- Азербайджанцы — 18 094 (0,27 %)
- Лица, не указавшие национальность — 43 747 (0,65 %)

### Языки
По этно-языковому составу преобладают следующие группы и семьи:
1. Индоевропейская семья — 5 202 564 чел. (82,67 %)
  1. Славянская группа — 5 147 124 (81,79 %)
  2. Армянская группа — 19 157 (0,30 %)
  3. Иранская группа — 11 094 (0,18 %)
  4. Германская группа — 8608 (0,14 %)
  5. Романская группа — 6982 (0,11 %)
2. Тюркская семья — 582 770 (9,26 %)
3. Тунгусо-маньчжурская семья — 66 740 (1,06 %)
4. Корейцы — 56 973 (0,91 %)
5. Чукотско-камчатская семья — 28 077 (0,45 %)
6. Уральская семья — 15 708 (0,25 %)
7. Монгольская семья — 11 512 (0,18 %)
8. Северокавказская семья — 10 318 (0,16 %)
9. Сино-тибетская семья — 8811 (0,14 %)
10. Нивхи — 4544 (0,07 %)
11. Юкагирская семья — 2534 (0,04 %)
12. Картвельская семья — 2359 (0,04 %)
13. Эскимосско-алеутская семья — 2049 (0,03 %)

### Этнические карты (перелистываются)
- Расселение русских в ДФО по городским и сельским поселениям в %, перепись 2010 г.
- Расселение якутов в ДФО по городским и сельским поселениям в %, перепись 2010 г.
- Расселение эвенков в ДФО по городским и сельским поселениям в %, перепись 2010 г.
- Расселение эвенов в ДФО по городским и сельским поселениям в %, перепись 2010 г.
- Расселение чукчей в ДФО по городским и сельским поселениям в %, перепись 2010 г.
- Расселение украинцев в ДФО по городским и сельским поселениям в %, перепись 2010 г.
- Расселение корейцев в ДФО по городским и сельским поселениям в %, перепись 2010 г.
- Расселение татар в ДФО по городским и сельским поселениям в %, перепись 2010 г.
- Расселение нанайцев в ДФО по городским и сельским поселениям в %, перепись 2010 г.
- Расселение бурятов в ДФО по городским и сельским поселениям в %, перепись 2010 г.
- Расселение немцев в ДФО по городским и сельским поселениям в %, перепись 2010 г.
- Расселение коряков в ДФО по городским и сельским поселениям в %, перепись 2010 г.
- Расселение нивхов в ДФО по городским и сельским поселениям в %, перепись 2010 г.
- Расселение ительменов в ДФО по городским и сельским поселениям в %, перепись 2010 г.
- Расселение ульчей в ДФО по городским и сельским поселениям в %, перепись 2010 г.
- Расселение камчадалов в ДФО по городским и сельским поселениям в %, перепись 2010 г.
- Расселение долган в ДФО по городским и сельским поселениям в %, перепись 2010 г.
- Расселение юкагиров в ДФО по городским и сельским поселениям в %, перепись 2010 г.
- Расселение эскимосов в ДФО по городским и сельским поселениям в %, перепись 2010 г.
- Расселение чуванцев в ДФО по городским и сельским поселениям в %, перепись 2010 г.

## Экономика
В 2009 году валовой региональный продукт (ВРП) округа на душу населения составил 268 тыс. рублей, что на 19 % выше аналогичного показателя в целом по России.
В 2000-х годах в экономике ДФО происходит устойчивый рост, не прерывавшийся даже в период мирового экономического кризиса 2008—2009 годов. C 1999 года по 2010 год валовой региональный продукт ДФО вырос на 73 %. При этом с 2009 года рост ВРП округа опережает среднероссийский. Так, в 2009 году ВРП ДФО вырос на 1,5 % (российский — снизился на 7,6 %), в 2010 году — на 6,8 % (российский — на 4,6 %). В 2011 году объём ВРП увеличился на 5,4 % по сравнению с 2010 годом и составил 2,3 трлн рублей.
Отраслевая структура ВРП округа (по данным за 2010 год):
- Сельское и лесное хозяйство, рыболовство — 6,5 %
- Добыча полезных ископаемых — 24,7 %
- Обрабатывающая промышленность — 5,6 %
- Производство и распределение электроэнергии, газа и воды — 4,2 %
- Строительство — 12,2 %
- Торговля — 10,2 %
- Гостиницы и рестораны — 0,8 %
- Транспорт и связь — 13,4 %
- Образование и здравоохранение — 7,7 %
- Финансы и услуги — 7,3 %
- Госуправление и военная безопасность — 7,4 %

Объём инвестиций в основной капитал в округе в 2010 году составил 726 млрд рублей или 115 тыс. рублей на душу населения. Объём инвестиций на душу населения в ДФО почти в два раза выше среднероссийского уровня.
Средние зарплата, пенсия и доход населения округа выше среднероссийских показателей. В 2010 году средняя зарплата в ДФО составила 25,8 тыс. рублей в месяц (на 23 % выше средней по России), средний доход — 20,8 тыс. рублей в месяц (на 10 % выше среднего по России), средняя пенсия — 8,9 тыс. рублей. С 2000 по 2010 год средняя номинальная зарплата и средний доход в округе увеличились в 8 раз, а пенсия — в 9 раз. Тем не менее, ввиду более тяжёлой и интенсивной работы, а также более высокого уровня цен, уровень жизни в целом ниже, чем в среднем по России. Ниже обеспеченность товарной массой, выше число бедных.
В ДФО сосредоточена половина лесного фонда страны — 49 % (556,2 млн га) и третья часть запасов древесины — 31 % (24,6 млрд кубометров), при этом здесь заготавливается менее 9 % древесины от общего объёма заготовки в стране (21 из 238 млн кубометров).
Степень автомобилизации в округе опережает среднероссийский уровень. В 2010 году число легковых автомобилей на 1000 человек населения в округе составляло 235. При этом наибольший уровень автомобилизации наблюдается в Камчатском крае (372 автомобиля на 1000 жителей, 1-е место в России) и Приморском крае (304 автомобиля на 1000 жителей, 2-е место в России). В 2020 году на Дальнем Востоке на тысячу жителей приходится 319 автомобилей, выше, чем в среднем по РФ.

### Сельское хозяйство
Удельный вес Дальневосточного федерального округа в общем объёме производства продукции сельского хозяйства всех сельхозпроизводителей России (сельскохозяйственные организации, крестьянские (фермерские) хозяйства, индивидуальные предприниматели, хозяйства населения) в I полугодии 2021 года составил 2,5 %.
Поголовье КРС на 1 июля 2021 в хозяйствах всех категорий 1279,7 тысяч голов (-0,5 %), из них коров 504,9 тыс. голов (+0,8 %), из них в хозяйствах населения 64,4 %. Поголовье свиней 586,7 тысяч голов (+13,5 %), из них в хозяйствах населения 22,4 %. В 1 полугодии 2021 года производство мяса составило 92,5 тыс. тонн (в живом весе) (+11,9 %), молока 407,9 тыс. тонн (-1,8 %), из них в хозяйствах населения 64,2 %.

## Населённые пункты
Населённые пункты с численностью населения более 25 тысяч человек
| Хабаровск            | ↗615 600 |
| Владивосток          | ↗594 201 |
| Улан-Удэ             | ↘435 067 |
| Якутск               | ↗372 801 |
| Чита                 | ↗337 063 |
| Благовещенск         | ↗239 932 |
| Комсомольск-на-Амуре | ↘233 716 |
| Южно-Сахалинск       | ↗181 976 |

| Уссурийск                | ↘178 803 |
| Петропавловск-Камчатский | ↘162 546 |
| Находка                  | ↘133 859 |
| Артём                    | ↘108 274 |
| Магадан                  | ↗90 421  |
| Биробиджан               | ↘67 212  |
| Белогорск                | ↘59 901  |
| Нерюнгри                 | ↗53 526  |

| Краснокаменск  | ↘51 137 |
| Свободный      | ↗48 789 |
| Арсеньев       | ↘46 543 |
| Большой Камень | ↘40 387 |
| Амурск         | ↘37 204 |
| Елизово        | ↘36 199 |
| Спасск-Дальний | ↘34 370 |

| Лесозаводск | ↘34 289 |
| Мирный      | ↘34 013 |
| Корсаков    | ↘32 772 |
| Партизанск  | ↘32 635 |
| Дальнегорск | ↘32 310 |
| Борзя       | ↗29 596 |
| Тында       | ↘27 626 |

## Полномочные представители президента Российской Федерации в ДФО
- Пуликовский, Константин Борисович (18 мая 2000 / 26 марта 2004 — 14 ноября 2005)[116][117][118]
- Исхаков, Камиль Шамильевич (14 ноября 2005 — 2 октября 2007)[119][120]
- Сафонов, Олег Александрович (29 октября 2007 / 14 мая 2008 — 30 апреля 2009)[121][122][123]
- Ишаев, Виктор Иванович (30 апреля 2009 / 21 мая 2012 — 31 августа 2013)[124][125][126]
- Трутнев, Юрий Петрович (с 31 августа 2013 / 18 мая 2018)[127][128]